# Chien de flic 3
Série Chien de flic
Chien de flic 2
(1999)
Pour plus de détails, voir Fiche technique et Distribution.
Chien de flic 3 ou K-9: Enquêteur privé au Québec (K-9: P.I.) est un film américano-canadien réalisé par Richard J. Lewis, sorti directement en vidéo en 2002. Il s'agit du troisième et dernier volet d'une série de films débutée avec Chien de flic sorti en 1989.

## Synopsis
L'inspecteur Mike Dooley et son berger allemand Jerry Lee sont prêts à prendre leur retraite des forces de police de San Diego. Mais avant qu'il puisse partir avec sa pension, Dooley doit travailler comme détective privé pour retrouver une paire de puces informatiques high-tech.

## Fiche technique
Sauf indication contraire, les informations mentionnées dans cette section peuvent être confirmées par la base de données cinématographiques IMDb,  présente dans la section « Liens externes ».
- Titre original : K-9: P.I.
- Titre français : Chien de flic 3
- Titre québécois : K-9: Enquêteur privé
- Réalisateur : Richard J. Lewis
- Scénario : Gary Scott Thompson et Ed Horowitz, d'après les personnages créés par Steven Siegel et Scott Myers
- Direction artistique : John Alvarez
- Décors : Don Macaulay
- Costumes : Diane Widas
- Photographie : Roy H. Wagner
- Montage : Ron Wisman
- Musique : Nick Pierone
- Production : Ron French

Producteur délégué : Lawrence Gordon
- Société de production : Universal Pictures
- Société de distribution : Universal Studios Home Entertainment
- Budget : n/a
- Pays d'origine :  États-Unis,  Canada
- Langue originale : anglais
- Format : couleur
- Genre : comédie policière, buddy movie
- Durée : 95 minutes
- Dates de sortie[1] :
  -  États-Unis : 30 juillet 2002 (vidéo)
  -  France : 4 mars 2003[2] (vidéo)

## Distribution
- James Belushi (VF : Patrick Floersheim)  : Mike Dooley
- Gary Basaraba : Pete Timmons
- Kim Huffman : Laura Fields
- Jody Racicot : Maurice
- Christopher Shyer : Charles Thyer
- Barbara Tyson : Catherine
- Blu Mankuma : Capitaine Thomas
- Duncan Fraser : Frankie
- Jason Schombing : Carlos Cuesta
- Kevin Durand : Agent Verner
- Matthew Bennett : Agent Henry
- Jay Brazeau : Docteur Tilley
- Sarah Carter : Babe
- Terry Chen : Sato
- Dean Choe : Voleur
- Michael Eklund : Britt Cochran
- G. Michael Gray : Junkie
- Ellie Harvey : Jackie Von Jarvis
- Dee Jay Jackson : Gars qui fait du covoiturage
- David Lewis : Jack Von Jarvis
- Angela Moore : Angie
- Lina Teal : Danseuse exotique
- King : Jerry Lee

## Production
Le tournage a lieu entre mai et juin 2001 à Vancouver.

## Accueil
Le film reçoit des critiques négatives. Sur l'agrégateur américain Rotten Tomatoes, il récolte 0% d'opinions favorables pour 6 critiques et une note moyenne de 4,34⁄10.

## SagaChien de flic
- 1989 : Chien de flic (K-9) de Rod Daniel
- 1999 : Chien de flic 2 (K-911) de Charles T. Kanganis
- 2002 : Chien de flic 3 (K-9: P.I.) de Richard J. Lewis